# 보도어

보도어(Bodo) 또는 보로어(Boro)는 인도 북동부의 보도인들이 사용하는 중국티베트계 언어이다. 아삼 주 보도랜드(Bodoland) 자치구의 공용어이자 아삼 주의 제2공용어 중 하나이다. 2011년 인구조사에 따르면 화자는 약 140만 명에 달한다.
표기에는 과거 라틴 문자나 벵골-아삼 문자가 쓰이다가 1975년부터는 데바나가리 문자로 표기되고 있다. 성조 언어로서 고성, 중성, 저성의 3가지 성조가 있으며 특히 고성과 저성의 차이가 현저하고 흔하게 쓰인다.